# 土居村 (高知県)
土居村（どいむら）は、高知県安芸郡にあった村。現在の安芸市土居・僧津にあたる。

## 地理
- 山岳：城山
- 河川：安芸川

## 歴史
- 1889年（明治22年）4月1日 - 町村制の施行により、土居村・僧津村の区域をもって発足。
- 1954年（昭和29年）8月1日 - 安芸町・伊尾木村・川北村・東川村・畑山村・井ノ口村・赤野村と合併して安芸市が発足。同日土居村廃止。

## 名所・旧跡・観光スポット・祭事・催事
- 安芸城

## 出身者
- 五藤正形（貴族院多額納税者議員）
- 藤戸達吾